# St. Mary Parish
Das St. Mary Parish (französisch Paroisse de Sainte-Marie) ist ein Parish im Bundesstaat Louisiana der Vereinigten Staaten. Im Jahr 2020 hatte das Parish 49.406 Einwohner und eine Bevölkerungsdichte von 31,1 Einwohner pro Quadratkilometer. Der Verwaltungssitz (Parish Seat) ist Franklin.

## Geographie
Das Parish liegt im Süden von Louisiana, grenzt an den Golf von Mexiko und hat eine Fläche von 2898 Quadratkilometern, wovon 1311 Quadratkilometer Wasserfläche sind.
Der größte Wasserlauf im St. Mary Parish ist der Atchafalaya River, ein gemeinsamer Mündungsarm des Mississippis und des Red Rivers, der südlich von Morgan City ins Meer mündet.
Das St. Mary Parish grenzt an folgende Parishes:
|  | Iberia Parish |                                      |
|  |               | St. Martin Parish, Assumption Parish |
|  |               | Terrebonne Parish                    |

## Geschichte
Das St. Mary Parish wurde 1811 aus Teilen des St. Martin Parish gebildet.
28 Bauwerke und Stätten des Parish sind im National Register of Historic Places eingetragen (Stand 10. November 2017).

## Demografische Daten

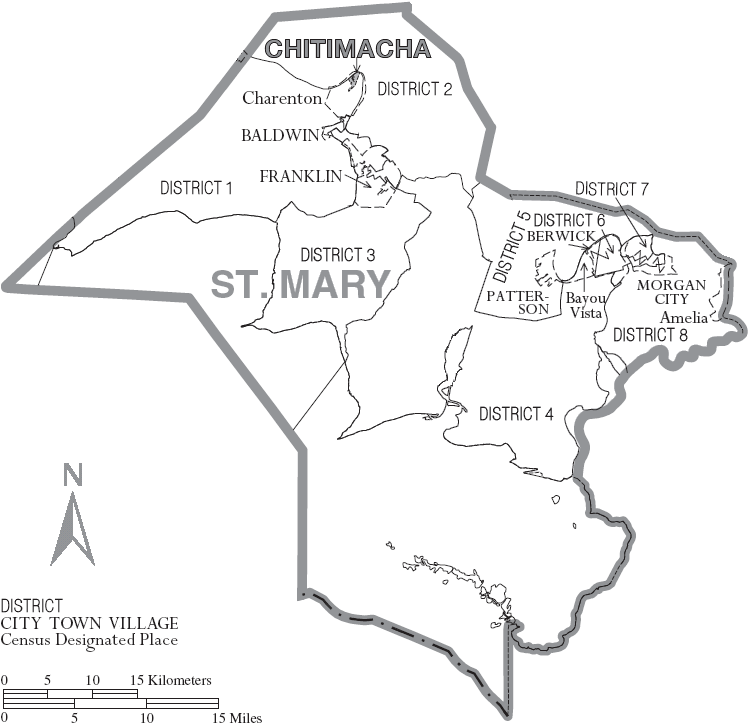
Karte des St. Mary Parishes

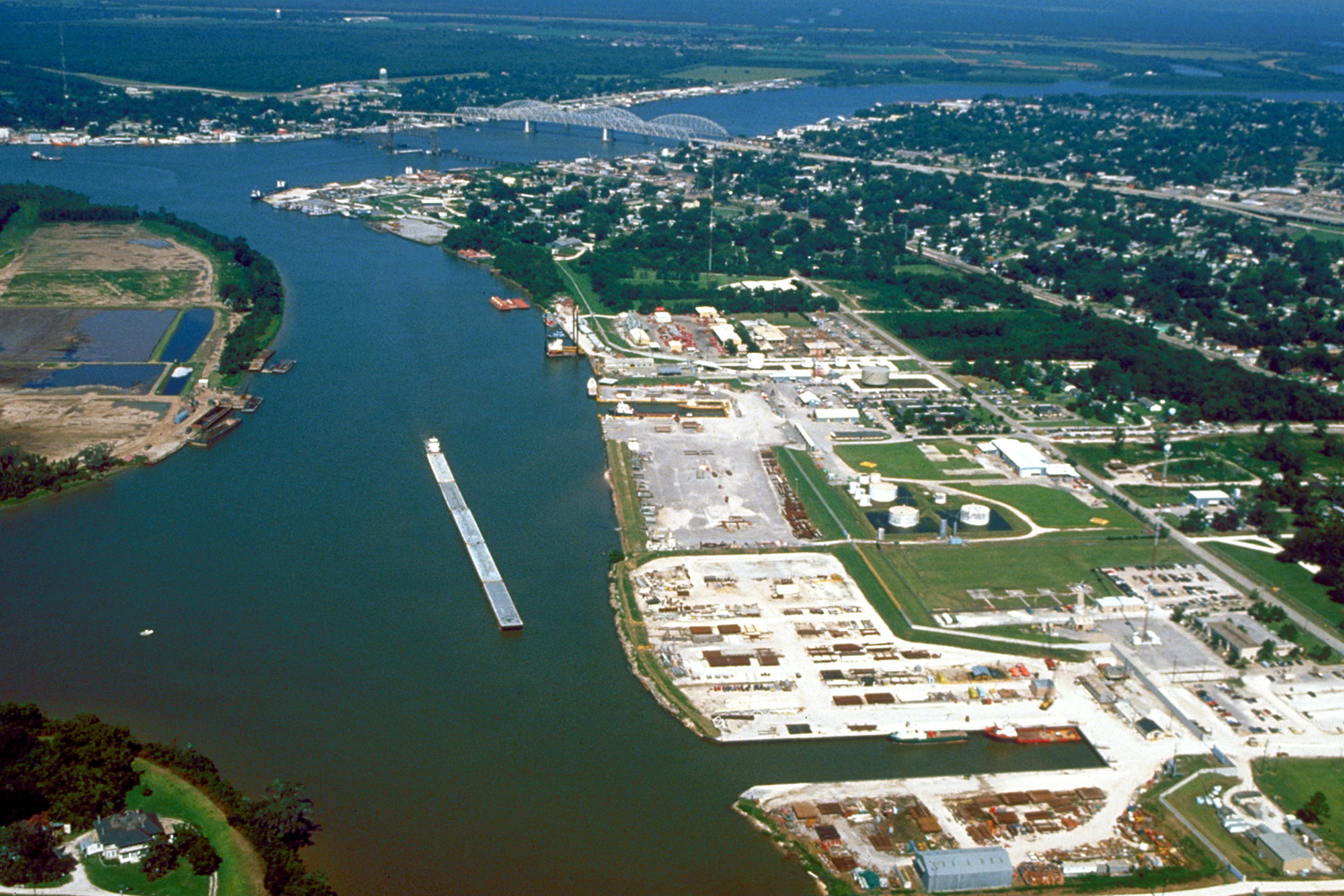
Die Gulf Intracoastal Waterway bei Morgan City, im Hintergrund der Atchafalaya River, nach links fließend

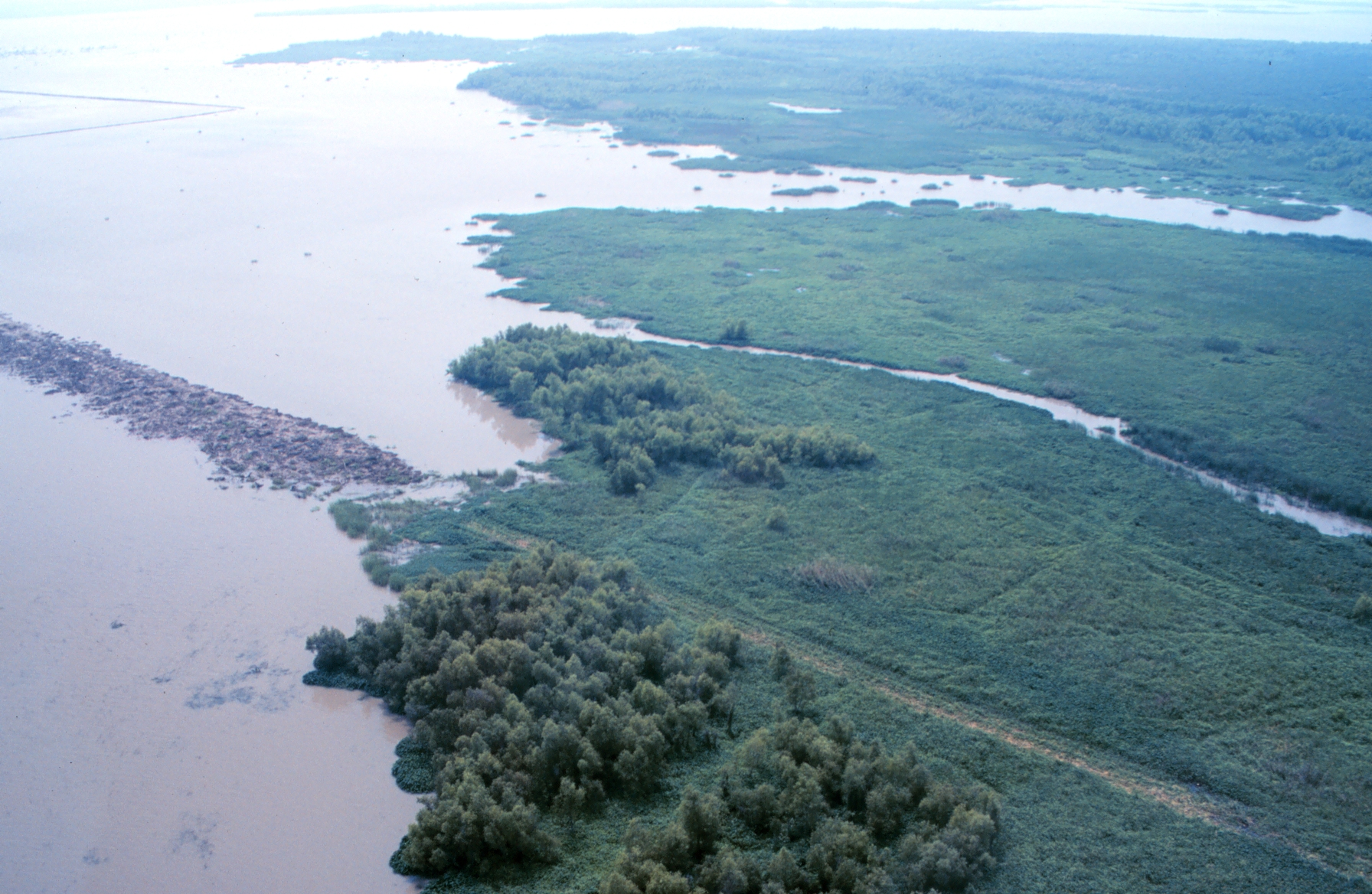
Die Atchafalaya Bay

Nach der Volkszählung im Jahr 2000 lebten im St. Mary Parish 53.500 Menschen in 19.317 Haushalten und 14.082 Familien. Die Bevölkerungsdichte betrug 34 Einwohner pro Quadratkilometer. Ethnisch betrachtet setzte sich die Bevölkerung zusammen aus 62,79 Prozent Weißen, 31,79 Prozent Afroamerikanern, 1,39 Prozent amerikanischen Ureinwohnern, 1,64 Prozent Asiaten, 0,02 Prozent Bewohnern aus dem pazifischen Inselraum und 0,88 Prozent aus anderen ethnischen Gruppen; 1,50 Prozent stammten von zwei oder mehr Ethnien ab. 2,15 Prozent der Bevölkerung waren spanischer oder lateinamerikanischer Abstammung, die verschiedenen der genannten Gruppen angehörten.
Von den 19.317 Haushalten hatten 36,7 Prozent Kinder und Jugendliche unter 18 Jahre, die bei ihnen lebten. 51,0 Prozent waren verheiratete, zusammenlebende Paare, 16,5 Prozent waren allein erziehende Mütter, 27,1 Prozent waren keine Familien, 23,2 Prozent waren Singlehaushalte und in 8,7 Prozent lebten Menschen im Alter von 65 Jahren oder darüber. Die Durchschnittshaushaltsgröße betrug 2,74 und die durchschnittliche Familiengröße lag bei 3,23 Personen.
Auf das gesamte Parish bezogen setzte sich die Bevölkerung zusammen aus 29,7 Prozent Einwohnern unter 18 Jahren, 8,7 Prozent zwischen 18 und 24 Jahren, 28,7 Prozent zwischen 25 und 44 Jahren, 21,9 Prozent zwischen 45 und 64 Jahren und 11,0 Prozent waren 65 Jahre alt oder darüber. Das Durchschnittsalter betrug 34 Jahre. Auf 100 weibliche kamen statistisch 95,0 männliche Personen. Auf 100 Frauen im Alter von 18 Jahren oder darüber kamen 92,2 Männer.
Das jährliche Durchschnittseinkommen eines Haushalts betrug 28.072 USD, das Durchschnittseinkommen der Familien betrug 33.064 USD. Männer hatten ein Durchschnittseinkommen von 31.570 USD, Frauen 18.341 USD. Das Prokopfeinkommen betrug 13.399 USD. 20,6 Prozent der Familien 23,6 Prozent der Bevölkerung lebten unterhalb der Armutsgrenze. Davon waren 31,3 Prozent Kinder oder Jugendliche unter 18 Jahre und 19,0 Prozent waren Menschen über 65 Jahre.

## Orte im Parish
- Adeline
- Albania
- Alice B
- Amelia
- Ashton
- Avalon
- Baldwin
- Bayou Sale
- Bayou Vista
- Berwick
- Bodin
- Bonvillain
- Burns
- Cabot
- Caffery
- Calumet
- Camperdown
- Caneland
- Centerville
- Charenton
- Choupique
- Cypremort
- Cypremort Point
- Dumesnil
- Ellerslie
- Englewood
- Fairfax
- Farmers
- Fivemile Oaks
- Florence
- Four Corners
- Franklin
- Freetown
- Gahn
- Garden City
- Glencoe
- Glenwild
- Gold Mine
- Gordy
- Greenwood
- Idlewild
- Irish Bend
- Ivanhoe
- Johnson
- Julien
- Katy
- Kemper
- Kilgore Plantation
- Landry
- Linwood
- Marguerite
- Maryland
- Matilda
- Midway
- Morgan City1
- Morgan City Beach
- North Bend
- Oaklawn
- Oxford
- Patterson
- Prevost
- Ramos
- Richard
- Richland
- Ricohoc
- Rodriquez
- Shadyside
- Siracusaville
- Sorrel
- South Bend
- Sterling
- United
- Verdunville
- Wilsons Landing
- Wyandotte

1 – teilweise im St. Martin Parish